# Wiener Mozart Orchester

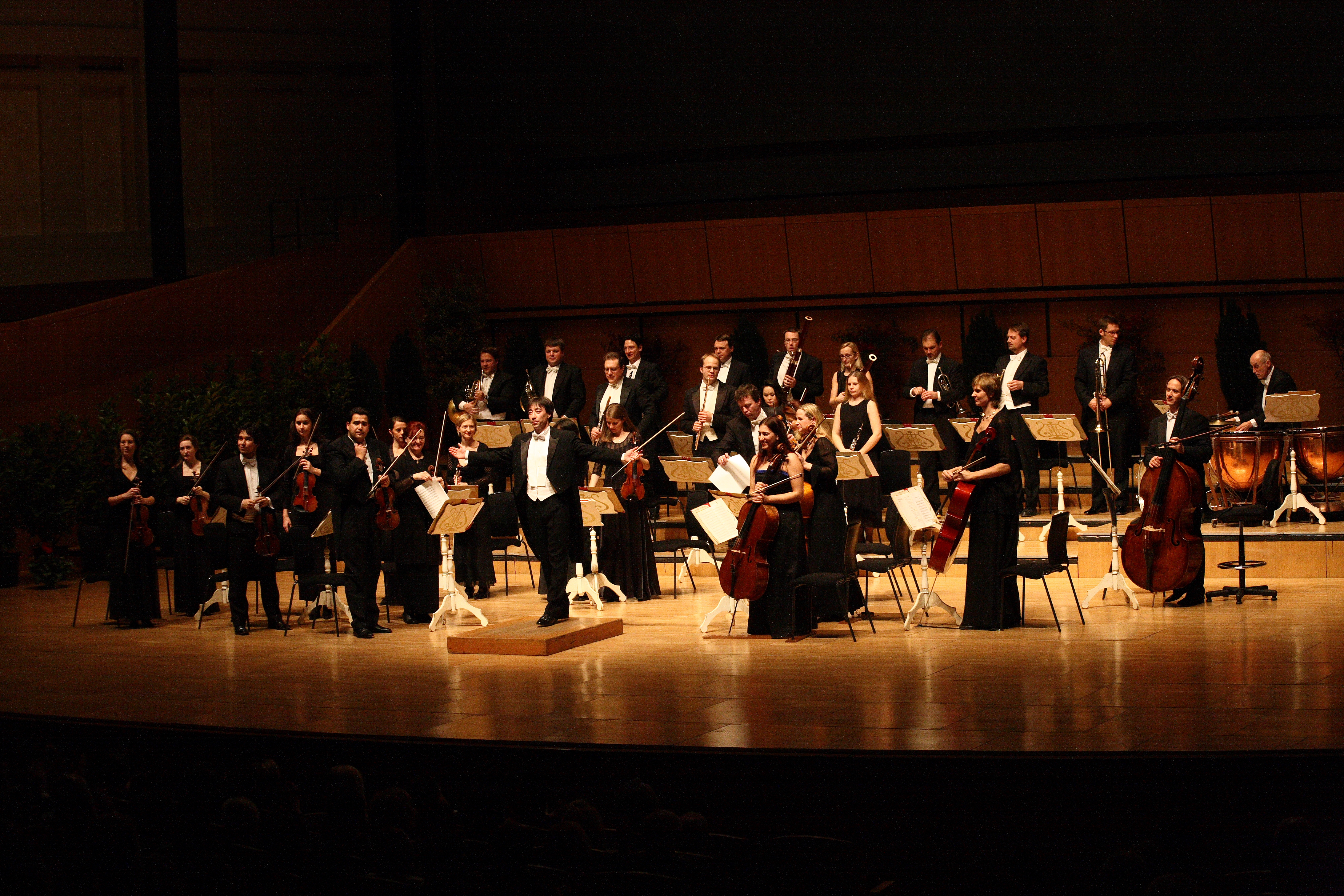
Wiener Mozart Orchester

Das aus 30 Musikern bestehende Wiener Mozart Orchester wurde 1986 gegründet und konzentriert sich seitdem auf das Werk von Wolfgang Amadeus Mozart. In den gut 30 Jahren seines Bestehens konnte sich das Orchester als fester Bestandteil des musikalischen Sommerangebots der Stadt Wien etablieren.

## Beschreibung
Beim Wiener Mozart Orchester wirken zahlreiche Musiker bekannter Wiener Orchester und Ensembles mit, unter anderem sind Mitglieder der Wiener Philharmoniker und Wiener Symphoniker als Solisten und Dirigenten tätig. Weiters treten mit dem Wiener Mozart Orchester Sänger verschiedener Opernhäuser, insbesondere der Wiener Staatsoper und der Wiener Volksoper auf.

## Konzerte

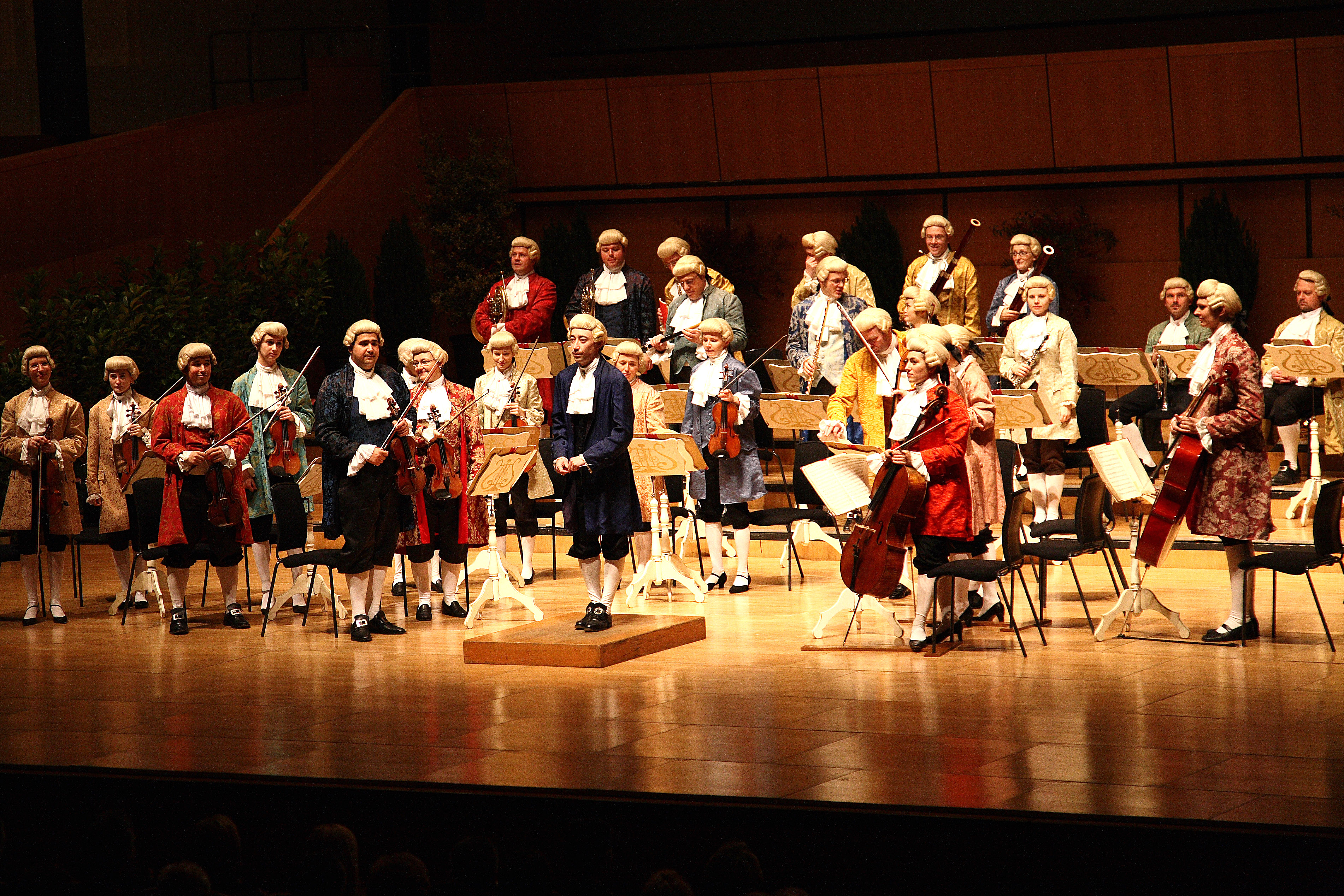
Wiener Mozart Orchester in historischen Kostümen

Besonders bekannt ist die Konzertreihe „Wiener Mozart Konzerte in historischen Kostümen“, die jedes Jahr von Mai bis Ende Oktober mit vier bis sechs Konzerten wöchentlich im Goldenen Saal im Musikvereinsgebäude, in der Wiener Staatsoper und im Großen Saal im Wiener Konzerthaus stattfindet.
Anlässlich der Millenniumsfeiern im Jahr 1996 wurden in Co-Produktion mit dem KlangBogen Wien 10 Open-Air-Konzerte auf der Millenniumsbühne vor dem Schloß Schönbrunn veranstaltet.
Eine weitere Beteiligung fand im Rahmen des Carinthischen Sommers in Ossiach im August 1997 unter der Leitung des Wiener Philharmonikers Ernst Ottensamer statt.
Im Juni 1996 trat das Orchester bei einer Galaveranstaltung der Chase Manhattan Bank in der Wiener Hofburg auf.

## Die Tourneen
Die spielfreien Wintermonate nutzt das Orchester für Konzerttourneen und Gastspiele. So war das Orchester bereits sechsmal in Japan, wo es 1991 das Mozart-Jahr in Tokio eröffnete. Im Jahr 2002 eröffnete das Orchester, als Vertretung für Österreich, die 30. Ausgabe des größten Festivals Lateinamerikas, des Festivals Internacional Cervantino. Weitere Gastspiele führten nach Taiwan, Korea, Singapur, Marokko, Malta, Deutschland, Slowenien, Italien, Griechenland, Kanada, USA, Brasilien, Panama, Ukraine, Mexiko, die Türkei und Zypern.